# Toshiro Tsuchida
Toshiro Tsuchida (土田 俊郎, Tsuchida Toshirō)  (nascido em 1964) é um diretor e produtor de jogos eletrônicos japonês que trabalha atualmente para a empresa japonesa de jogos sociais GREE. Até 2011 ele trabalhou na Square Enix Co., Ltd. (antiga Square Co., Ltd.). Toshiro é mais conhecido por criar as franquias de RPG eletrônico Front Mission e Arc the Lad.

## Biografia
Toshiro trabalhou para os estúdios japoneses Masaya e G-Craft, este último sendo fundado por ele em 1993 depois de deixar o Masaya. Durante o desenvolvimento de Front Mission 2 e Front Mission Alternative, a Square iniciou conversas com Tsuchida na tentativa de adquirir a G-Craft em 1997. Como a aquisição ocorreu durante o desenvolvimento de Front Mission 2, este se tornou o último título lançado pela G-Craft.

### Square Enix
Toshiro também foi o diretor do sistema de batalha de Final Fantasy X e Final Fantasy XIII. Nesta função, ele retirou o sistema Active Time Battle (ATB) de Final Fantasy X, que permanecia desde Final Fantasy IV, originalmente projetado por Hiroyuki Ito, substituindo-o por um sistema de batalha mais estratégico, conhecido como "Batalha condicional por turnos" (CTB).
Tsuchida também foi o chefe da Divisão de Desenvolvimento de Produto-6 da Square Enix.
Ele produziu Final Fantasy Crystal Chronicles: My Life as a King e afirmou que a Square Enix ficou animada por ser a primeira empresa a trazer um novo jogo para a plataforma de jogos Wiiware. O conceito do jogo era assumir o papel do rei, não do herói. A série Crystal Chronicles tem uma grande quantidade de interações de personagens. O desenvolvimento do jogo começou antes das ferramentas da Wiiware serem distribuídas. Desenvolver Final Fantasy Crystal Chronicles My Life as a King exigiu uma mudança na forma com a qual a Square Enix costuma desenvolver seus jogos, de forma que não iniciaram com os gráficos mas sim com o próprio gameplay do jogo.
Toshiro trabalhou em Final Fantasy XIII (2010) como diretor de planejamento de batalha. Ele deixou a Square Enix em 28 de fevereiro de 2011.

### GREE
Trabalhou em conjunto com desenvolvedores no departamento de novas franquias.

### Retorno para a Sony
Em 2016, ele voltou a trabalhar no estúdio ForwardWorks, da Sony, para desenvolver um reboot de Arc The Lad para smartphones.

## Gameografia

### Masaya
| Jogo                                          | Lançamento | Sistemas                            | Créditos/Função    |
| --------------------------------------------- | ---------- | ----------------------------------- | ------------------ |
| Sol Bianca                                    | 1990       | TurboGrafx-CD                       | Programador Visual |
| Ranma 1/2                                     | 1990       | TurboGrafx-CD                       | Produtor           |
| Head Buster                                   | 1991       | Game Gear                           | Produtor           |
| Kaizou Choujin Schbibinman 2: Arata Naru Teki | 1991       | TurboGrafx-16                       | Produtor           |
| Kaizō Chōjin Shubibinman 3: Ikai no Princess  | 1992       | TurboGrafx-CD                       | Produtor           |
| Ranma 1/2: Chōnai Gekitō Hen                  | 1992       | Super Nintendo Entertainment System | Produtor           |
| Advanced Busterhawk Gleylancer                | 1992       | Sega Genesis                        | Produtor           |
| Ranma 1/2: Datō, Ganso Musabetsu Kakutō-Ryū!  | 1992       | TurboGrafx-CD                       | Produtor           |
| Assault Suits Valken                          | 1992       | Super Nintendo Entertainment System | Produtor           |
| Cho Aniki: Super Big Brothers                 | 1992       | TurboGrafx-CD                       | Produtor           |
| Langrisser                                    | 1993       | TurboGrafx-CD                       | Produtor           |

### G-Craft
| Jogo                                       | Lançamento | Sistemas                            | Créditos/Função      |
| ------------------------------------------ | ---------- | ----------------------------------- | -------------------- |
| Front Mission                              | 1995       | Super Nintendo Entertainment System | Produtor, Roteirista |
| Arc the Lad                                | 1995       | PlayStation                         | Produtor             |
| Arc the Lad 2                              | 1996       | PlayStation                         | Produtor             |
| Arc the Lad: Monster Game with Casino Game | 1997       | PlayStation                         | Produtor             |
| Front Mission 2                            | 1997       | PlayStation                         | Diretor              |

| Jogo             | Lançamento | Sistemas      | Créditos                            |
| ---------------- | ---------- | ------------- | ----------------------------------- |
| Front Mission 3  | 1999       | PlayStation   | Diretor                             |
| Final Fantasy X  | 2001       | PlayStation 2 | Diretor do Sistema de Batalha       |
| Final Fantasy XI | 2002       | PlayStation 2 | Inteligência Artificial dos Chefões |

### Square Enix
| Jogo                                                | Lançamento | Sistemas                | Créditos/Função                    |
| --------------------------------------------------- | ---------- | ----------------------- | ---------------------------------- |
| Front Mission Fisrt                                 | 2003       | Playstation 2           | Diretor, Roteirista (USN)          |
| Front Mission 4                                     | 2003       | Playstation 2           | Diretor, Produtor                  |
| Front Mission: Online                               | 2005       | PlayStation 2, PC       | Diretor, Produtor                  |
| Front Mission 5: Scars of the War                   | 2005       | Playstation 2           | Produtor                           |
| Final Fantasy Cristal Chronicles: My Life as a King | 2008       | WiiWare                 | Produtor                           |
| Front Mission 2089: Border of Madness               | 2008       | Nintendo DS             | Supervisor                         |
| Final Fantasy XIII                                  | 2010       | PlayStation 3, Xbox 360 | Diretor de Planejamento de Batalha |